# Bellator 248
Bellator 248 (conosciuto anche come Bellator Paris/Bellator 248) è stato un evento di arti marziali miste tenuto dalla Bellator MMA il 10 ottobre 2020 all'AccorHotels Arena di Parigi in Francia.

## Risultati
|                                 | Divisione             |                     |                     |                     | Metodo                                      | Round               | Tempo               | Premio              |
| Bellator Paris Card             | Bellator Paris Card   | Bellator Paris Card | Bellator Paris Card | Bellator Paris Card | Bellator Paris Card                         | Bellator Paris Card | Bellator Paris Card | Bellator Paris Card |
| ------------------------------- | --------------------- | ------------------- | ------------------- | ------------------- | ------------------------------------------- | ------------------- | ------------------- | ------------------- |
|                                 | Pesi massimi          | Timothy Johnson     | batte               | Cheick Kongo        | Decisione non unanime (28-29, 29-28, 29-28) | 3                   | 5:00                |                     |
|                                 | Pesi piuma            | Saul Rogers         | batte               | Arbi Mezhidov       | Sottomissione (rear-naked choke)            | 1                   | 4:38                |                     |
| Card Preliminare Bellator Paris |                       |                     |                     |                     |                                             |                     |                     |                     |
|                                 | Pesi leggeri          | Yves Landu          | batte               | Terry Brazier       | KO (ginocchiata volante)                    | 1                   | 2:18                |                     |
|                                 | Pesi piuma            | Fabacary Diatta     | batte               | Dominique Wooding   | Decisione unanime (29-28, 29-28, 30-27)     | 3                   | 5:00                |                     |
|                                 | Pesi mosca femminili  | Lucie Bertaud       | batte               | Maguy Berchel       | Decisione unanime (29-28, 30-26, 30-26)     | 3                   | 5:00                |                     |
|                                 | Pesi piuma            | Ciran Clarke        | batte               | Jean N'Doye         | Decisione unanime (30-26, 30-27, 30-27)     | 3                   | 5:00                |                     |
| Bellator 248 Card               |                       |                     |                     |                     |                                             |                     |                     |                     |
|                                 | Catchweight (175 lbs) | Michael Page        | batte               | Ross Houston        | Decisione unanime (29-28, 30-27, 30-27)     | 3                   | 5:00                |                     |
|                                 | Pesi piuma            | Oliver Enkamp       | batte               | Emmanuel Dawa       | Sottomissione (japanese necktie)            | 1                   | 4:10                |                     |
|                                 | Catchweight (160 lbs) | Alan Omer           | batte               | Ryan Scope          | KO tecnico (pugni)                          | 1                   | 1:46                |                     |
|                                 | Pesi piuma            | Mads Burnell        | batte               | Darko Banovic       | KO tecnico (pugni)                          | 1                   | 3:13                |                     |